# Аллика
А́ллика (эст. Allika) — деревня в волости Куусалу уезда Харьюмаа, Эстония. 

## Географическое положение и описание
Расположена в 28 километрах к востоку от Таллина. Расстояние до волостного центра — посёлка Куусалу — 2 километра. Высота над уровнем моря — 39 метров.
Климат умеренный. Официальный язык эстонский. Почтовые индексы — 74637, 74641.

## Население
По данным переписи населения 2021 года, в Аллика проживали 43 человека, из них 42 (97,7 %) — эстонцы.
По данным переписи населения 2011 года в деревне насчитывалось 46 жителей, из них 45 человек (97,8 %) — эстонцы.
Численность населения деревни Аллика по данным переписей населения:
| Год  | 1959 | 1970 | 1979   | 1989   | 2000 | 2011 | 2021 |
| ---- | ---- | ---- | ------ | ------ | ---- | ---- | ---- |
| Чел. | 68   | ↘ 67 | ↗ 146* | ↘ 117* | ↘ 53 | ↘ 46 | ↘ 43 |

* В т. ч. деревня Пыхья.

## История
В народе деревня ранее называлась Перссаллика (Perssallika), на письме также Пирсаллика (Pirsallika). В письменных источниках 1517 года упоминается Pirsenallick, 1586 года — Pirschalligk, 1699 года — Pirhasallika. На русском языке в начале XX века название писалось как Пирсаллик и Пирсуалика.
В 1977–1997 годах частью деревни Аллика была деревня Пыхья.

## Инфраструктура
Близкое расположение от волостного центра даёт возможность жителям деревни Аллика пользоваться всеми услугами, предоставляемыми посёлком Куусалу жителям волости Куусалу.

## Происхождение топонима
В далёкие времена деревня называлась Пирссаллика. Затем i стало произноситься как e, что для местных говоров и топонимов вполне обычно, а позже название Перссаллика стали толковать как Персеаллика (Perseallika). Народная этимология говорит, что название деревни произошло от находящего рядом родника (allikas с эстонского языка — «родник»), куда задницей (по-эстонски persel) упал калека. Из-за плохого звучания топонима в 1920-х годах деревня стала называться Аллика. В действительности pirss : pirsu (также perss : persu) — это название птицы, официально называемой чирок-свистунок.

## Комментарии
1. ↑  Эстонские топонимы, оканчивающиеся на -а, не склоняются и не имеют женского рода (исключение — Нарва)[8].